# Le Septième Ciel (film, 1958)
Pour les articles homonymes, voir Septième ciel.
Pour plus de détails, voir Fiche technique et Distribution.
Le Septième Ciel est un film franco-italien réalisé par Raymond Bernard, sorti en 1958.

## Synopsis
Brigitte de Lénouville (Danielle Darrieux) est la veuve et l'héritière d'un très grand fabricant de bière. Aidée de Lestrange, son homme d'affaires, amoureux et ridicule, elle a déjà fondé dix œuvres importantes et est sollicitée d'en fonder de nouvelles. Pour elle, la fin justifie les moyens et, toutes ses brasseries étant hypothéquées depuis longtemps, elle fait disparaître des escrocs ou des gangsters pour financer ses œuvres charitables. Lestrange espère le mariage à la mort de la 12e victime, mais, en attendant, les gangsters sont invités successivement comme prétendants à la main de la riche veuve. Au fond du parc, autour d'un obélisque funéraire à la mémoire de son mari, des massifs d'hortensias de plus en plus nombreux recouvrent les corps des victimes.

## Fiche technique
- Titre : Le Septième Ciel
- Réalisation : Raymond Bernard
- Scénario : Jean Bernard-Luc et Raymond Bernard d'après un roman de André Lang
- Production : Henry Deutschmeister
- Société de production : Jolly Film, Titanus (Rome) et Vesta-Franco-London Film
- Photographie : Robert Lefebvre
- Montage : Charlotte Guilbert
- Musique : Marcel Stern et Jean Wiener
- Direction artistique : Maurice Colasson
- Pays d'origine :  France et  Italie
- Format : Noir et blanc - Son : mono
- Genre : Comédie
- Durée : 107 minutes (1 h 47)
- Date de sortie :
  - France : 5 mars 1958
- Affiche : Clément Hurel (France)

## Distribution
- Danielle Darrieux : Brigitte de Lédouville
- Noël-Noël : Guillaume Lestrange
- Paul Meurisse : Manuel Villa
- Alberto Sordi : Xavier Laurentis
- Gérard Oury : Maurice Portal
- André Philip : Le maire
- Germaine Delbat : Mademoiselle Lindex
- Henri Virlogeux : Le garçon de café
- Pierre Brice
- Camille Guérini
- Albert Médina
- Bernard Musson
- Alain Nobis
- Christian Lude
- Louisette Rousseau
- Andrée Tainsy
- Harry Max
- Jacques Seiler : le curé